# Sportgemeinschaft Dynamo Berlin 1953-1954
La pagina raccoglie i dati riguardanti la Dinamo Berlino nelle competizioni ufficiali della stagione 1953-1954.

## Stagione
Al termine della stagione 1953-54 la Dinamo Berlino retrocede in terza serie (1. Liga) avendo concluso il campionato all'ultimo posto: nonostante ciò la squadra, grazie alla fusione con la Dinamo Dresda, può evitare la retrocessione ed essere promossa in DDR-Oberliga, con il nome di S.C. Dynamo Berlin. Durante la stagione la Dinamo Berlino esordì inoltre in coppa nazionale, dove fu eliminata al primo turno dal Wismut Bärenstein.

## Rosa
| N. |                         | Ruolo | Calciatore        |
| -- | ----------------------- | ----- | ----------------- |
|    | Germania Est (bandiera) | P     | Walter Hindenberg |
|    | Germania Est (bandiera) | P     | Ziegenbein        |
|    | Germania Est (bandiera) | D     | Döbler            |
|    | Germania Est (bandiera) | D     | Retzlaff          |
|    | Germania Est (bandiera) | D     | Ringmann          |
|    | Germania Est (bandiera) | C     | Feiger            |
|    | Germania Est (bandiera) | C     | Hoffmann          |
|    | Germania Est (bandiera) | C     | Hartmann          |
|    | Germania Est (bandiera) | C     | Knipsel           |
|    | Germania Est (bandiera) | C     | Keune             |
|    | Germania Est (bandiera) | C     | Kretzschmar       |

| N. |                         | Ruolo | Calciatore         |
| -- | ----------------------- | ----- | ------------------ |
|    | Germania Est (bandiera) | C     | Kind               |
|    | Germania Est (bandiera) | C     | Oberländer         |
|    | Germania Est (bandiera) | C     | Siegel             |
|    | Germania Est (bandiera) | C     | Heinz Wrobler      |
|    | Germania Est (bandiera) | A     | Hartung            |
|    | Germania Est (bandiera) | A     | Waldbach           |
|    | Germania Est (bandiera) | A     | Rettschlag         |
|    | Germania Est (bandiera) | A     | Meuser             |
|    | Germania Est (bandiera) | A     | Fritz Teichfischer |
|    | Germania Est (bandiera) | A     | Siegfried Kroll    |

## Risultati

### Coppa della Germania Est
|  | Wismut Bärenstein | 1 – 0 | BFC Dynamo |  |

## Statistiche

### Statistiche di squadra
| Competizione | Punti | In casa | In casa | In casa | In casa | In casa | In casa | In trasferta | In trasferta | In trasferta | In trasferta | In trasferta | In trasferta | Totale | Totale | Totale | Totale | Totale | Totale | DR  |
| Competizione | Punti | G       | V       | N       | P       | Gf      | Gs      | G            | V            | N            | P            | Gf           | Gs           | G      | V      | N      | P      | Gf     | Gs     | DR  |
| ------------ | ----- | ------- | ------- | ------- | ------- | ------- | ------- | ------------ | ------------ | ------------ | ------------ | ------------ | ------------ | ------ | ------ | ------ | ------ | ------ | ------ | --- |
| Campionato   | 15    | 13      | 6       | 1       | 6       | 25      | 20      | 13           | 0            | 2            | 11           | 16           | 45           | 26     | 6      | 3      | 17     | 41     | 65     | -24 |

### Statistiche dei giocatori
| Giocatore    | Campionato | Campionato |
| Giocatore    | Presenze   | Reti       |
| ------------ | ---------- | ---------- |
| Döbler       | 16         | ?          |
| Feiger       | 26         | 6          |
| Hartmann     | 1          | ?          |
| Hartung      | 26         | 3          |
| Hindenberg   | 19         | ?          |
| Hoffman      | 23         | ?          |
| Keune        | 26         | ?          |
| Kind         | 1          | ?          |
| Knipsel      | 7          | ?          |
| Kretzschmar  | 1          | ?          |
| Kroll        | 7          | ?          |
| Meuser       | 8          | 3          |
| Oberländer   | 4          | 2          |
| Rettschlag   | 1          | 1          |
| Retzlaff     | 24         | 1          |
| Siegel       | 6          | 2          |
| Teichfischer | 11         | 2          |
| Waldbach     | 21         | 4          |
| Wrobel       | 26         | 13         |
| Zeigenbein   | 8          | ?          |